# René Debenne
René Debenne (Colombes, 26 aprile 1914 – Béziers, 16 febbraio 2012) è stato un ciclista su strada francese, professionista tra il 1935 ed il 1949.

## Carriera
Corse per la Peugeot-Hutchinson, la Dei, la Mercier-A. Leducq-Hutchinson, la Alcyon-Dunlop, la Rodier, la Métropole, la Garin e La France.
Le principali vittorie furono il Tour du Doubs nel 1934, il Circuit des Deux-Sèvres nel 1935, la tappa Montecatini Terme-Lucca al Giro d'Italia 1935, la tappa Orange-Marsiglia alla Parigi-Nizza nel 1938 e la Parigi-Caen nel 1941. Partecipò al Tour de France 1935, ritirandosi alla nona tappa.

## Palmarès
- 1934

Tour du Doubs
- 1935

Classifica generale Circuit des Deux-Sèvres
14ª tappa Giro d'Italia (Montecatini Terme > Lucca)
- 1938

4ª tappa Parigi-Nizza (Marsiglia)
- 1941

Parigi-Caen

## Piazzamenti

### Grandi giri
- Giro d'Italia

1935: 15º
- Tour de France

1935: ritirato (9ª tappa)

### Classiche monumento
- Parigi-Roubaix

1937: 49º